# 七里半越
七里半越（しちりはんごえ）は、福井県敦賀市と滋賀県高島市を隔てる峠である。

## 概要
標高383mの国道161号上に位置する峠である。別名として山中峠（やまなかとうげ）、愛発越（あらちごえ）、海津越（かいづごえ）とも呼ばれる。先に挙げた別名の由来は山中峠は峠のある福井県側の地名から、愛発越と海津越は麓の地名からとられたものだが、七里半越の由来はかつての街道の起点であった敦賀市疋田と峠道が平坦になる高島市マキノ町海津までの距離が約七里半（約30キロメートル）であったことに由来する。またこの峠道自体も七里半街道と呼ばれる。
古くは古代三関の一つである愛発関が置かれており、交通の要衝であった。現代でも滋賀県湖西から福井県を目指す場合、避けては通れない峠となっており、現在もドライバーたちに難所として知られる峠である。
滋賀県側の麓には追坂峠という峠があり、この峠も七里半越の中に含まれる。峠道の中に別の峠を内包する希有な峠である。また高島トレイルの始点でもある。

## 道路状況
車両での通行が可能な峠である。実に30キロメートル近く山道が続き、国内屈指の長さを持っている。しかし全線片側1車線の確保された舗装路である為、極端に走りにくいということはない。また勾配が急な区間には登坂車線が設けられており、トラックなどの牽引車両や大型車両も十分に通行できる。滋賀県湖西地方と福井県を結ぶ大動脈であり、ひいては関西地方と北陸地方を結びつける最短ルートの一つであるため、幹線道路としての機能を十分に有している峠である。
雪深い地域にあるが、山中スノーベースが峠中腹に在ることもあり、冬期通行止めにもならない。年中通行可能な峠である。
しかし、北陸本線の下をくぐる疋田トンネルは、かつて1.5車線程度の幅しかなく離合が困難であり、1982年暮れにアセトンを積んだタンクローリーが敦賀市方面へ向けて走行中、同トンネルのガード壁に衝突した事故も実際に起きている。2003年度より、起点側4.5キロメートルの区間では疋田トンネルに代わる新疋田トンネル新設を含めた愛発除雪拡幅事業が実施され、2015年3月25日に開通、大型車両の対面通行が可能になり、旧トンネルは歩道として活用されている。

## 隣接する峠
- 新道野越
- 深坂越
- 黒河峠
- 追坂峠（七里半越の中に含まれる）

## 峠付近の施設
- 道の駅マキノ追坂峠
- Ohana Resort（旧 国境高原スノーパーク）
- 新疋田駅
- 山中スノーベース

## 峠付近からの接続道路
- 国道8号
- 国道303号（追坂峠区間重複）
- 滋賀県道287号小荒路牧野沢線
- 滋賀県道533号白谷野口線